# Altrheinfähre Mannheim
Die Altrheinfähre Mannheim verbindet den Stadtteil Sandhofen mit der Friesenheimer Insel über den Mannheimer Altrhein hinweg. Die Emma ist das älteste noch funktionierende Fährschiff Deutschlands. Sie wurde 1897 bei der Anderssen-Werft in Neckarsulm gebaut und versieht zwischen etwa Ende März und Ende September täglich außer Montag ihren Dienst. Im Jahr 2008 wurde sie generalüberholt.
Das Fährschiff besteht aus einem Stahl-Ponton mit Holzbelag und wird von einem 12 PS starken Einzylinder-Dieselmotor (Baujahr 1975) auf einer Grundkette angetrieben. Die Länge insgesamt beträgt 25 Meter, davon 18 Meter Rumpf plus jeweils 3,50 Meter Klappen. Die Gesamtbreite beträgt sieben Meter, davon der Rumpf 5,40 Meter. Der Tiefgang liegt bei 0,45 Meter. Bei einem maximalen Gewicht von 10 Tonnen können etwa 45 Personen, drei Autos oder eine Zugmaschine mit Anhänger transportiert werden.
Im landwirtschaftlich geprägten Mannheimer Norden wird die Fährverbindung hauptsächlich von Landwirten und Radfahrern als Bestandteil des Rheintal-Radwegs genutzt.